# العلاقات اليمنية الفانواتية
العلاقات اليمنية الفانواتية هي العلاقات الثنائية التي تجمع بين اليمن وفانواتو.

## مقارنة بين البلدين
هذه مقارنة عامة ومرجعية للدولتين:
| وجه المقارنة                                              | اليمن                   | فانواتو                                  |
| --------------------------------------------------------- | ----------------------- | ---------------------------------------- |
| المساحة (كم2)                                             | 555.00 ألف              | 12.19 ألف                                |
| عدد السكان (نسمة)                                         | 28.25 مليون             | 276.24 ألف                               |
| الكثافة السكانية (ن./كم²)                                 | 50.9                    | 22.66                                    |
| العاصمة                                                   | صنعاء عدن (عاصمة مؤقتة) | بورت فيلا                                |
| اللغة الرسمية                                             | اللغة العربية           | اللغة البسلاما، لغة فرنسية، لغة إنجليزية |
| العملة                                                    | ريال يمني               | فاتو فانواتي                             |
| الناتج المحلي الإجمالي (بليون دولار)                      | 18.21 مليار             | 862.88 مليون                             |
| الناتج المحلي الإجمالي (تعادل القوة الشرائية) بليون دولار | 75.69 مليار             | 790.76 مليون                             |
| الناتج المحلي الإجمالي الاسمي للفرد دولار أمريكي          | 1.41 ألف                | 2.81 ألف                                 |
| الناتج المحلي الإجمالي للفرد دولار أمريكي                 |                         | 3.03 ألف                                 |
| مؤشر التنمية البشرية                                      | 0.498                   | 0.594                                    |
| رمز المكالمات الدولي                                      | +967                    | +678                                     |
| رمز الإنترنت                                              | .ye                     | .vu                                      |
| المنطقة الزمنية                                           | ت ع م+03:00             | ت ع م+11:00                              |

## منظمات دولية مشتركة
يشترك البلدان في عضوية مجموعة من المنظمات الدولية، منها:
| علم المنظمة | اسم المنظمة                        | تاريخ انضمام اليمن | تاريخ انضمام فانواتو |
| ----------- | ---------------------------------- | ------------------ | -------------------- |
|             | مؤسسة التنمية الدولية              | 22 مايو 1970       | 28 سبتمبر 1981       |
|             | الأمم المتحدة                      | 30 سبتمبر 1947     | 15 سبتمبر 1981       |
|             | الاتحاد الدولي للاتصالات           | 1931               | 30 مارس 1988         |
|             | الاتحاد البريدي العالمي            | ?                  | ?                    |
|             | البنك الدولي للإنشاء والتعمير      | 3 أكتوبر 1969      | 28 سبتمبر 1981       |
|             | منظمة حظر الأسلحة الكيميائية       | ?                  | ?                    |
|             | مؤسسة التمويل الدولية              | 22 مايو 1970       | 28 سبتمبر 1981       |
|             | وكالة ضمان الاستثمار متعدد الأطراف | 12 مارس 1996       | 27 يوليو 1988        |
|             | يونسكو                             | 2 أبريل 1962       | 10 فبراير 1994       |